# Штрауб и Юйе
Жан-Мари Штрауб (фр. Jean-Marie Straub, 8 января 1933, Мец — 20 ноября 2022, Роль, Швейцария) и Даниэль Юйе (фр. Danièle Huillet, 1 мая 1936, Париж — 9 октября 2006, Шоле, Мен и Луара) — французские кинорежиссёры, совместно снимавшие фильмы в период с 1962 года до смерти Юйе в 2006 году и последовательно и радикально отстаивавшие чистоту киноязыка.

## Биография
В 1951—1954 гг. Штрауб учился в университетах в Страсбурге и Нанси, одновременно руководитель киноклуба в Меце. В ноябре 1954 года он приехал в Париж и познакомился с Даниэль Юйе. В 1954—1958 гг. Штрауб в качестве ассистента-волонтёра наблюдал за работой Робера Брессона, Абеля Ганса, Жана Ренуара, Жана Астрюка, Жака Риветта. Он дружил с Франсуа Трюффо и сотрудничал с Cahiers du Cinéma, хотя Трюффо отказался публиковать более радикальные статьи Штрауба. В 1958 году через Амстердам Штрауб уехал в Германию, чтобы избежать призыва в армию и не участвовать в алжирской войне; за это был в своё отсутствие приговорён французскими властями к году тюремного заключения (амнистирован в 1971 году). Юйе уехала вместе с ним. До 1968 года они жили в Мюнхене, в 1969 году Штрауб и Юйе (брак которых никогда не был официально зарегистрирован) поселились в Риме. После смерти Даниэль Юйе Штрауб переехал в Париж, затем жил в швейцарском городе Роле. Умер 20 ноября 2022 года.

## Творческие принципы
Штрауб и Юйе всегда рассматривали себя как авторов, не включённых в систему киноиндустрии. Для их фильмов, основанных на литературных или музыкальных источниках, характерен отчётливый леворадикальный посыл. Они использовали, как правило, синхронный звук и снимали в основном непрофессиональных исполнителей.

## Фильмография
- 1962 — Махорка-Муфф / Machorka-Muff, по Г. Бёллю[9]
- 1965 — Непримирившиеся, или Где правит насилие, помогает только насилие / Nicht versöhnt oder Es hilft nur Gewalt, wo Gewalt herrscht, по Г. Бёллю
- 1967 — Хроника Анны Магдалены Бах / Chronik der Anna Magdalena Bach (в фильме снимались музыканты Густав Леонхардт, Николаус Арнонкур, Боб ван Асперен, премия Британского киноинститута)
- 1968 — Жених, комедиантка и сутенёр / Der Bräutigam, die Komödiantin und der Zuhälter, по Ф. Брукнеру и Сан-Хуану де ла Крус
- 1970 — Отон. Глаза не хотят всякий раз закрываться, или Возможно, однажды Рим всё-таки позволит себе выбирать / Othon. Les yeux ne veulent pas en tout temps se fermer ou Peut-être qu`un jour Rome se permettra de choisir à son tour, по П. Корнелю
- 1972 — Урок истории / Geschichtsunterricht, по Б. Брехту
- 1972 — Введение в Музыкальное сопровождение одной киносцены Арнольда Шенберга / Einleitung zu Arnold Schoenbergs Begleitmusik zu einer Lichtspielscene, по А. Шёнбергу и Б. Брехту (премия Ассоциации немецких кинокритиков)
- 1975 — Моисей и Аарон / Moses und Aron, по Шёнбергу
- 1976 — Фортини / Собаки / Синайские собаки Fortini / Cani / Die Hunde vom Sinai, по Франко Фортини
- 1977 — Любая революция — бросок костей / Toute révolution est un coup de dés, по Малларме
- 1978 — 1979 — Из мрака к сопротивлению / Dalla nube alla resistenza, по Чезаре Павезе[10]
- 1980 — 1981 Слишком рано — слишком поздно / Zu früh — Zu spät! / Trop tot — Trop tard / Troppo pesto — Troppo tardi / Too Early — Too Late, по Ф. Энгельсу
- 1982 — Перепевая / En rachachant, по Маргерит Дюрас
- 1983 — Классовые отношения / Klassenverhältnisse, по Кафке (номинация на Золотого медведя, почётное упоминание на Берлинском МКФ)
- 1986 — Смерть Эмпедокла / Der Tod des Empedokles, по Гёльдерлину (номинация на Золотого медведя)
- 1988 — Чёрный грех / Schwarze Sünde, по Гёльдерлину
- 1990 — Поль Сезанн в разговоре с Иоахимом Гаске / Paul Cézanne im Gespräch mit Joachim Gasquet
- 1991 — Антигона / Antigone, по Брехту и Гёльдерлину
- 1994 — Лотарингия! / Lothringen!, по М. Барресу
- 1996 — С сегодня на завтра / Von heute auf morgen, по Арнольду Шёнбергу
- 1998 — Сицилия! / Sicilia!, по Элио Витторини[10]
- 2000 — Рабочие, крестьяне / Operai, contadini, по Элио Витторини
- 2002 — Возвращение блудного сына — Униженные / Il ritorno del figlio prodigo — Umiliati, по Элио Витторини
- 2002 — Доландо / Dolando, по Элио Витторини
- 2004 — Посещение Лувра / Une visite au Louvre, по беседам Сезанна и Гаске
- 2006 — Эти встречи с ними / Quei loro incontri, по Чезаре Павезе
- 2006 — Европа 2005 — 27 октября / Europa 2005 — 27 octobre
- 2007 — Колено Артемиды / Il ginocchio di Artemide, по Чезаре Павезе
- 2008 — Путь Жана Брикара / Itinéraire de Jean Bricard, по Жан-Иву Петито
- 2009 — Иоахим Гатти / Joachim Gatti
- 2009 — Ведьмы / Streghe, по Чезаре Павезе
- 2009 — Корнель-Брехт / Corneille-Brecht, по Корнелю и Брехту
- 2010 — О Вышний Свет / O Somma Luce, по Данте Алигьери
- 2010 — Безутешный / L´inconsolabile, по Чезаре Павезе
- 2011 — Шакалы и арабы / Schakale und Araber, по Францу Кафке
- 2011 — Наследник / Un Héritier
- 2012 — Мать / La Madre, по Чезаре Павезе
- 2013 — История о Мишеле де Монтене / Un conte de Michel de Montaigne
- 2014 — Диалог теней / Dialogue d’ombres
- 2014 — О Венеции / À propos de Venise
- 2014 — Коммунисты / Kommunisten
- 2014 — Война в Алжире! / La guerre d’Algérie!
- 2015 — Аквариум и нация / L’Aquarium et la Nation
- 2018 — Люди озера / Gens du Lac
- 2020 — Франция против роботов / La France contre les robots

## Признание
На Венецианской биеннале в 2006 Штрауб и Юйе получили специальный приз за обновление кинематографического языка.